# کانت رباتسکیه
کانت رباتسکیه (به لهستانی:  Kąty Rybackie) یک روستا در لهستان است که در گمینا شتوتووو واقع شده‌است.
 کانت رباتسکیه  ۷۱۲ نفر جمعیت دارد.